# NGC 4890
NGC 4890 é uma galáxia espiral (Sm) localizada na direcção da constelação de Virgo. Possui uma declinação de -04° 36' 14" e uma ascensão recta de 13 horas, 00 minutos e 38,9 segundos.
A galáxia NGC 4890 foi descoberta em 11 de Março de 1787 por William Herschel.